# Адонин, Николай Юрьевич
Никола́й Ю́рьевич Адо́нин (род. 21 мая 1968 года) — российский учёный-химик, член-корреспондент РАН (2025).

## Биография
Родился 21 мая 1968 года.
В 1992 году — окончил факультет естественных наук Новосибирского государственного университета.
В 2000 году — защитил кандидатскую диссертацию, тема: «Взаимодействие арилгалогенидов с восстановительными системами хлорид никеля — лиганд — цинк».
В 2011 году — защитил докторскую диссертацию, тема: «Фторированные органические соединения бора: синтез и реакционная способность».
В 2015 году — присвоено почётное учёное звание профессора РАН.
С 2015 по 2020 годы вёл преподавательскую работу в Институте медицины и психологии НГУ, разработал курс, читал лекции и вёл семинары по курсам общей и неорганической химии (на английском языке).
С 2022 года — член Совета при Президенте Российской Федерации по науке и образованию.
В настоящее время — заместитель директора по научной работе ФИЦ «Институт катализа имени Г. К. Борескова СО РАН».
В 2025 году — избран членом-корреспондентом РАН по Отделению химии и наук о материалах.

## Научная деятельность
Специалист в области каталитических методов тонкого органического синтеза, химии фторароматических соединений.
Основные научные результаты:
- открыты новые структурные типы галогенидных комплексов p-элементов (Se, Te, Bi, Sb), систематически изучены их оптические, в том числе термохромные, свойства; впервые показана возможность создания солнечных батарей на основе бромоантимонатов (V); изучены новые фотодетекторы на основе иодовисмутатов (III).
- разработаны общие методы синтеза «полигалоген-галогенометаллатов», то есть соединений, содержащих одновременно галогенометаллат- и полигалогенидные анионы, образующие супрамолекулярные ансамбли за счет специфических нековалентных взаимодействий — так называемой галогенной связи. Получен и систематически изучен широкий ряд соответствующих комплексов Sb, Bi, Sn, Pb, Te и ряда других элементов. Впервые показана возможность регулирования их фотофизических свойств за счет внедрения в структуру полииодидных фрагментов, а также создания фотовольтаических устройств на их основе.

## Награды
- Медаль «300 лет Российской академии наук»
- Почётное звание «Заслуженный ветеран СО РАН»
- Именная премия Правительства Новосибирской области в номинации «Лучший научный руководитель» 1 степени (2021)